# جهان خاموش
جهان خاموش (فرانسوی: Le Monde du silence‎) فیلمی فرانسوی به گونه مستند به کارگردانی ژاک-ایو کوستو و لویی مال است که در سال ۱۹۵۶ منتشر شد. جهان خاموش از اولین فیلم‌هایی است که از فیلمبرداری زیر آب استفاده کرده‌است تا اعماق اقیانوس را به صورت رنگی نشان دهد.
جهان خاموش نخستین فیلم مستند کوستو بود که برنده جایزه اسکار بهترین فیلم مستند شد؛ جهان بدون خورشید (۱۹۶۴) نیز بعدتر این جایزه را گرفت. این فیلم همچنین جایزه نخل طلایی را در جشنواره فیلم کن ۱۹۵۶ گرفت و تنها فیلم مستندی بود که این جایزه را برده است؛ تا سال ۲۰۰۴ که مایکل مور برای فیلم فارنهایت ۹/۱۱ آن را تکرار کرد.